# Acinacistyla papposa
Acinacistyla papposa är en tvåvingeart som beskrevs av Fedotova och Vasily S. Sidorenko 2006. Acinacistyla papposa ingår i släktet Acinacistyla och familjen gallmyggor. Inga underarter finns listade i Catalogue of Life.